# Вернер, Аксель
Аксель Вернер (исп. Axel Werner; 28 февраля 1996, Рафаэла) — аргентинский футболист, вратарь испанского клуба «Эльче».

## Карьера

### Клубная карьера
Воспитанник клуба «Атлетико Рафаэла» из своего родного города. К основному составу клуба начал привлекаться ещё в 16-летнем возрасте, в 2012 году, но в официальных матчах тогда на поле не выходил. Дебютный матч в команде сыграл 10 августа 2015 года в рамках Кубка Аргентины против «Депортиво Мерло». В чемпионате Аргентины дебютировал 3 октября 2015 года в игре против «Арсенала Саранди».
По ходу чемпионата 2016 года Вернер стал основным вратарём своего клуба, вытеснив из состава Германа Монтойю. Однако клуб выступал в турнире неудачно и занял последнее место.

### Карьера в сборной
Призывался в сборные Аргентины до 15-ти и до 17-ти лет. В 2013 году участвовал в чемпионате Южной Америки среди 17-летних в качестве запасного вратаря и на поле не выходил. Сборная Аргентины стала победителем турнира. В том же году участвовал в финальном турнире чемпионата мира среди 17-летних, будучи дублёром Аугусто Батальи. Вернер принял участие в одной игре, которую Баталья пропускал из-за дисквалификации — матче за третье место против Швеции, проигранном 1:4.
Входил в расширенный список сборной перед чемпионатом Южной Америки среди молодёжи 2015 года, но в окончательный состав не попал.

## Достижения
Бока Хуниорс
- Чемпион Аргентины: 2016/17

Атлетико Мадрид
- Победитель Лиги Европы: 2017/18